# سلعة استهلاكية مقلدة
أعلى البلدان التي تُنتهك حقوق الملكية الفكرية فيها.
النسبة المئوية لإجمالي قيمة المضبوطات، باستثناء القرصنة عبر الإنترنت 

مصدر السلع المقلدة في عام 2013
السلع الاستهلاكية المقلدة هي سلع تُباع وتُصنع بشكل غير قانوني ودون إذن من مالك العلامة التجارية، وغالبًا ما تنتهك العلامات التجارية. يمكن العثور على السلع المقلدة في العديد من الصناعات، بدءًا من المنتجات الفاخرة مثل الحقائب والساعات المصممة إلى السلع اليومية مثل الإلكترونيات والأدوية. عادةً ما تكون من جودة أقل، وقد تشكل السلع المقلدة مخاطر على الصحة والسلامة.
حاولت العديد من المنظمات تقدير حجم سوق السلع المقلدة العالمي. وفقًا لمنظمة التعاون الاقتصادي والتنمية، شكلت السلع المقلدة حوالي 2.5% من التجارة العالمية في عام 2019، مع قيمة تقدر بـ 464 مليار دولار. من المتوقع أن تصل مبيعات السلع المقلدة والمقرصنة إلى 1.67 تريليون يورو (حوالي 1.89 تريليون دولار أمريكي) بحلول عام 2030.

## الوصف
السلعة المقلدة هي منتج، غالبًا من جودة أقل، يتم تصنيعه أو بيعه دون إذن من مالك العلامة التجارية، باستخدام اسم العلامة التجارية أو شعارها أو علامتها التجارية. تشبه هذه المنتجات المنتجات الأصلية عن كثب، مما يضلل المستهلكين للاعتقاد بأنها منتجات أصلية. السلع المقرصنة هي نسخ من المنتجات المحمية بحقوق الطبع والنشر التي تستخدم بدون إذن، مثل الموسيقى أو الأفلام أو البرمجيات. تعتمد التعريفات الدقيقة على قوانين البلدان المختلفة.
الاصطلاحات العامية مثل دوب أو نسخة مزيفة غالبًا ما تستخدم بالتبادل مع "مقلدة"، رغم أن معانيها القانونية ليست متطابقة. المنتجات المقلدة هي تلك التي تنسخ أو تحاكي الشكل الفيزيائي للمنتجات الأخرى ولكنها لا تنسخ اسم العلامة التجارية أو شعارها.

## التأثير الاقتصادي
ينتهك بائعو السلع المقلدة إما العلامة التجارية، أو براءة الاختراع أو حقوق الطبع والنشر لمالك العلامة التجارية عن طريق التقليد لمنتجاتهم باعتبارها من صنع مالك العلامة التجارية.:3 تشكل المنتجات المقلدة حوالي 2.5% من التجارة العالمية في 2019. كما بلغت السلع المقلدة المستوردة إلى الاتحاد الأوروبي 5.8% في عام 2019، وفقًا لمنظمة التعاون الاقتصادي والتنمية. في 2018، أفادت فوربس بأن التقليد أصبح أكبر نشاط إجرامي في العالم. تقدر مبيعات السلع المقلدة والمقرصنة بحلول 2030 بـ 1.67 تريليون يورو (حوالي 1.89 تريليون دولار أمريكي).
على الرغم من أن السلع المزيفة والمقرصنة تأتي من العديد من الاقتصادات حول العالم، إلا أن الصين تظل المصدر الرئيسي لهذه السلع. وفقًا لـ The Counterfeit Report، "تنتج الصين 80% من السلع المزيفة في العالم ونحن ندعم الصين. سواء كان هدفها تدمير الاقتصاد الأمريكي بالكامل أم لا، نحن [في الولايات المتحدة] نشتري حوالي 60% إلى 80% من المنتجات." ويضيف التقرير:
تستثمر الشركات ملايين أو مليارات الدولارات في بناء العلامات التجارية، وبناء السمعة، ويتم تدميرها تمامًا بواسطة السلع المزيفة الصينية. وعندما تأخذ ذلك عبر مجموعة من السلع، فإن ثقة الأمريكيين في منتجاتهم الخاصة أصبحت معدومة. المتاجر، والمراكز التجارية، ومحلات البيع بالتجزئة تغلق، ونحن نصبح احتكارًا لشركتي وولمارت وأمازون.

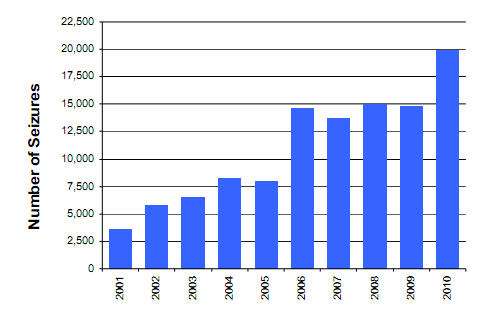
نمو الحجز للسلع المزيفة في الولايات المتحدة

تُعرّف منظمة التعاون الاقتصادي والتنمية السلع المزيفة بأنها جميع المنتجات التي تُصنع لتقليد مظهر المنتج الأصلي بشكل يحاول تضليل المستهلكين. قد تشمل هذه السلع الإنتاج غير المصرح به وتوزيع المنتجات المحمية بحقوق الملكية الفكرية، مثل حقوق الطبع والنشر، والعلامات التجارية، والأسماء التجارية. يقوم المزيفون بنسخ العلامات التجارية بشكل غير قانوني، والتي تم بناؤها بواسطة الشركات بناءً على استثمارات التسويق وجودة منتجاتها المعترف بها، لخداع المستهلكين. أي منتج محمي بحقوق الملكية الفكرية هو هدف للمزيفين. يشير بيتر سترشوسكي، كبير الاقتصاديين في منظمة التعاون الاقتصادي والتنمية (OECD)، إلى أن المشكلة لا تكمن فقط في حجم التقليد، بل في نطاقه المتزايد بسرعة، مما يعني أن أي منتج يحمل شعارًا يمكن أن يصبح هدفًا.
في العديد من الحالات، تتداخل أنواع المخالفات: النسخ غير المصرح به للموسيقى ينتهك حقوق الطبع والنشر وكذلك العلامات التجارية؛ الألعاب المزيفة تنتهك حماية التصميم. لذا فإن التقليد يتضمن القضايا ذات الصلة بنسخ التعبئة والتغليف، أو وضع العلامات، أو أي ميزات هامة أخرى للسلع.
من بين الصناعات الرائدة التي تأثرت بشكل كبير بالتقليد هي البرمجيات، وتسجيلات الموسيقى، والأفلام، والسلع الفاخرة، وملابس الموضة، والملابس الرياضية، والعطور، والألعاب، ومكونات الطائرات، وقطع الغيار وإكسسوارات السيارات، والأدوية. الأدوية المزيفة هي القطاع الأكثر ربحًا من السلع المقلدة، مع خسائر تصل إلى 217 مليار دولار سنويًا. ومن المعروف أن الأدوية المزيفة تضر أو تقتل الملايين حول العالم، مما يضر بأسماء العلامات التجارية ومبيعات كبار الشركات المصنعة للأدوية.
نظرًا لأن السلع المزيفة تُنتج بشكل غير قانوني، فإنها لا تُصنع وفقًا للمعايير المتعلقة بالسلامة. وغالبًا ما تستخدم مواد رخيصة، وخطيرة، وغير معتمدة، أو يتم خفض التكاليف بطريقة أخرى. يمكن أن تكون هذه المواد غير المعتمدة ضارة للمستهلكين أو البيئة.

### مشكلة متزايدة
قدرت منظمة التعاون الاقتصادي والتنمية أن السلع المزيفة تمثل حوالي 464 مليار دولار، أو حوالي 2.5% من التجارة العالمية في عام 2019. لم تشمل تلك التقديرات المنتجات المنتجة محليًا والمستهلكة محليًا أو المنتجات الرقمية المباعة على الإنترنت. وقد ارتفع هذا التقدير من 1.8% من التجارة العالمية في عام 2007. خلصت المنظمة إلى أنه على الرغم من التقنيات المحسّنة للاعتراض، "لم تتضاءل مشكلة التجارة في السلع المزيفة والمقرصنة، بل أصبحت تهديدًا كبيرًا للاقتصادات الحديثة المعتمدة على المعرفة."
في الولايات المتحدة، على الرغم من الجهود المنسقة من قبل وكالة إنفاذ قوانين الهجرة والجمارك وهيئة الجمارك وحماية الحدود (CBP) للحد من تدفق السلع المزيفة إلى الولايات المتحدة، كان هناك زيادة بنسبة 38% في السلع المزيفة المحجوزة بين عامي 2012 و2016. في استطلاع اختبار أجراه مكتب محاسبة الحكومة لمجموعة من العناصر التي تم شراؤها عبر الإنترنت من ماركات كبيرة، وجميعها قال إنها معتمدة من يو ال، وجد مكتب محاسبة الحكومة أن 43% منها كانت مزيفة على الرغم من ذلك.
قدرت تكلفة السلع المزيفة في الولايات المتحدة بحوالي 600 مليار دولار أمريكي اعتبارًا من عام 2016. أفاد تقرير صادر عن لجنة سرقة الملكية الفكرية الأمريكية في عام 2017، أن الصين وهونغ كونغ كانتا تمثلان 87% من السلع المزيفة المحجوزة التي تدخل الولايات المتحدة، وزعمت أن الحكومة الصينية تشجع سرقة الملكية الفكرية. وقال حاكم ولاية يوتا جون هانتسمان جونيور، الذي شغل منصب سفير الولايات المتحدة في الصين، "النقل غير المشروع الواسع النطاق للابتكار الأمريكي هو أحد أهم القضايا الاقتصادية التي تؤثر على قدرة الولايات المتحدة التنافسية والتي لم تعالجها الأمة بشكل كامل. يجب أن يكون أولوية قصوى للإدارة الجديدة." في مارس 2017 وقع رئيس الولايات المتحدة دونالد ترامب مرسومًا تنفيذيًا من أجل ضمان تنفيذ القوانين الخاصة بحماية حقوق الملكية الفكرية بشكل سريع وفعال من السلع المزيفة المستوردة.
ناقش مقال في مجلة Outside في عام 2016 علم نفس المبيعات، ودور المستهلكين السذج، الذين ربما يتجاهلون عن عمد علامات التحذير من "الصفقة القاتلة"، مبررين بطريقة ما شراء منتج يعرفون أنه مزيف.

## الأنواع
يمكن أن يشمل المزورون المنتجين والموزعين أو بائعي التجزئة. نما هذا النشاط بنسبة تزيد عن 10,000% في العقدين الماضيين [متى؟]، وتوجد المنتجات المزورة في جميع قطاعات الصناعة تقريبًا، بما في ذلك المواد الغذائية والمشروبات والملابس والإكسسوارات والأحذية والأدوية ومستحضرات التجميل والإلكترونيات وقطع غيار السيارات والألعاب والعملات. تنتشر السلع المزورة عالميًا، حيث قدرت غرفة التجارة الدولية (ICC) في عام 2008 القيمة العالمية لجميع السلع المزورة بنحو 650 مليار دولار سنويًا، لتصل إلى 1.77 تريليون دولار بحلول عام 2015. تعد الدول مثل الولايات المتحدة والمملكة المتحدة وألمانيا والنمسا وإيطاليا وفرنسا وإسبانيا وهولندا وبلجيكا وسويسرا والدنمارك والسويد والنرويج وفنلندا وكوريا الجنوبية واليابان من بين الأكثر تضررًا، حيث تزدهر اقتصاداتها في إنتاج المنتجات عالية القيمة المحمية بحقوق الملكية الفكرية، بما في ذلك العلامات التجارية. بحلول عام 2017، قدرت الخسائر في الولايات المتحدة بسبب السلع المزورة إلى نحو 600 مليار دولار سنويًا، بما في ذلك التزوير في البرمجيات وسرقة حقوق الطبع والنشر والأسرار التجارية.

### المشروبات الكحولية
في عام 2022، تمت عملية OPSON XI من قبل يوروبول والإنتربول بالتعاون مع المكتب الأوروبي لمكافحة الاحتيال (OLAF) لاستهداف المشروبات الكحولية المزورة وغير المشروعة. تم ضبط سلطات الجمارك والشرطة نحو 14.8 مليون لتر من المشروبات غير القانونية، بما في ذلك النبيذ والبيرة. وشملت العناصر المصادرة أيضًا زجاجات مزورة وتغليفًا ومعدات لصناعة النبيذ الفوار. وأكد المكتب على مخاطر الاحتيال الغذائي على صحة المستهلكين والأعمال التجارية الشرعية والإيرادات العامة.

#### النبيذ
في الصين، تعد الخمور الراقية المزورة قطاعًا متزايدًا في صناعة المشروبات، حيث يتم بيع المنتجات المقلدة للمستهلكين الصينيين. يقوم الفنانون بإعادة تعبئة الزجاجات الفارغة من القلاع الشهيرة مع نبيذ أقل جودة. وفقًا لمصدر، "طور الصينيون الذين يطمحون إلى إظهار ثروتهم وذوقهم الرفيع، ذوقًا في النبيذ المستورد جنبًا إلى جنب مع الرفاهية الأجنبية الأخرى." منذ عام 2005، تضاعف استهلاك النبيذ في الصين، مما جعلها السوق السابع الأكبر في العالم.
تتضمن الطرق المستخدمة لخداع المستهلكين الأبرياء نسخ الملصقات، وإنشاء أسماء مزيفة ومزورة على الكبسولات والملصق. في بعض الأحيان يتم استخدام زجاجات أصلية ولكن يتم إضافة نبيذ آخر باستخدام محاقن. المشكلة واسعة الانتشار في الصين والولايات المتحدة وأوروبا، لدرجة أن دار المزادات كريستيز بدأ في تحطيم الزجاجات الفارغة بمطرقة لمنعها من دخول السوق السوداء. خلال إحدى المزادات في عام 2008، "صُدم صانع نبيذ فرنسي لاكتشاف أن '106 زجاجات من أصل 107' كانت مزيفة". وفقًا لمصدر ما، "النبيذ الفرنسي المزيف الذي يُباع محليًا وعالميًا قد يأخذ حجمًا أكبر بكثير في آسيا لأن السوق يتطور بسرعة مذهلة." لا يستطيع أو لا يريد بعض صانعي النبيذ محاربة هؤلاء المزورين: "لا توجد أموال. كل دعوى قضائية تكلف 500,000 يورو"، وفقًا لأحد صانعي النبيذ الفرنسيين. بالإضافة إلى ذلك، يفضل بعض صانعي النبيذ، مثل منتجي المنتجات الغذائية، تجنب أي دعاية تتعلق بالمنتجات المزيفة لتجنب الإضرار بأسمائهم التجارية.
يُعثر أيضًا على النبيذ المزيف في الغرب. تشمل الأمثلة الشهيرة للتزوير حالة هاردي رودنستوك، الذي كان متورطًا في ما يُعرف بـ"زجاجات جيفرسون"، ورودي كورنياوان، الذي تم توجيه التهم إليه في مارس 2012 لمحاولة بيع زجاجات مزورة من لا تاش [الإنجليزية] من دومين دي لا روماني كونتي وكلو سان دوني من دومين بونسو. في الحالتين، كانت ضحايا الاحتيال من هواة جمع النبيذ الرفيع، بما في ذلك بيل كوك، الذي رفع دعوى قضائية ضد رودنستوك وكورنياوان بسبب النبيذ المزيف الذي تم بيعه في المزادات الخاصة والعامة.[بحاجة لمصدر]

### المبيعات عبر الإنترنت
في تقرير صادر عن مكتب محاسبة الحكومة الأمريكي في عام 2018، تبين أن حوالي 79٪ من السكان الأمريكيين قد اشتروا منتجات عبر الإنترنت. وجدوا العديد من المنتجات التي تم بيعها عبر الإنترنت على مواقع مثل أمازون ووول مارت وإيباي وسيرز ونيويغ كانت مزيفة. في عام 2017، قُدّر أن مبيعات المنتجات المزيفة عبر الإنترنت بلغت 1.7 تريليون دولار. يشير مركز بيو للأبحاث إلى أنه من المتوقع أن تصل مبيعات التجارة الإلكترونية هذه إلى أكثر من 4 تريليونات دولار عالميًا بحلول عام 2020. أفادت هيئة الجمارك وحماية الحدود أنه مع التجارة الإلكترونية، غالبًا ما يستورد المستهلكون ويصدرون السلع والخدمات، مما يسمح للمزورين بالوصول المباشر إلى المستهلكين.
تزايدت مبيعات السلع المزيفة عبر الإنترنت بشكل كبير، وفقًا لرابطة العلامات التجارية الدولية، التي تسرد عدة أسباب لذلك:
يفضل المجرمون بيع المنتجات المزيفة عبر الإنترنت للعديد من الأسباب. يمكنهم الاختباء وراء هوية الإنترنت المجهولة — حتى مع وجود الإنترنت المظلم، يمكن إخفاء عناوين الـ IP الخاصة بهم. يتيح لهم الإنترنت الوصول إلى مستهلكين عالميين — خارج حدود تنفيذ القانون المحلي. هذه القدرة العالمية تضطر أصحاب العلامات التجارية إلى متابعة القضايا خارج ولاياتهم القضائية المحلية. يمكن للمزورين عرض سلع أصلية على مواقعهم الإلكترونية وشحن سلع مزيفة إلى المستهلك. وهذا يجعل من الصعب على أصحاب العلامات التجارية تحديد ما إذا كانت المواقع تبيع سلعًا مزيفة دون إجراء عمليات شراء مكلفة من تلك المواقع. تتورط شبكات إجرامية في التزوير — مما يؤدي إلى مئات المواقع التي تبيع نفس المنتجات على خوادم مختلفة. مما يجعل من الصعب على أصحاب العلامات التجارية إيقافهم دون العمل مع السلطات لإغلاق حلقات التزوير.
غالبًا ما يعرف المشترون أنهم وقعوا ضحية للمبيعات عبر الإنترنت، حيث قال أكثر من ثلث (34٪) منهم إنهم تعرضوا للضرر مرتين أو ثلاث مرات، و11٪ قالوا إنهم اشتروا سلعًا مزيفة من ثلاث إلى خمس مرات. بينما لا تكون مواقع البيع عبر الإنترنت مثل أمازون مسؤولة قانونيًا عن بيع السلع المزيفة، عندما يتم لفت انتباههم من قبل المشتري، فإنهم يقومون باتباع إجراء سحب سريع وإزالة القائمة من موقعهم الإلكتروني.
عند شراء السلع المقلدة مباشرة من بائعين أصغر، أصبحت المواقع أقل أهمية، حيث يمكن للمستهلكين شراء المنتجات من جميع أنحاء العالم وتوصيلها إلى أبوابهم عن طريق شركات النقل العادية مثل فيديكس ويو بي إس. بينما كان المزورون الدوليون في السنوات السابقة مضطرين لنقل معظم السلع المقلدة عبر شحنات بضائع كبيرة، يمكن للمجرمين الآن استخدام البريد الطرود الصغيرة لتجنب معظم الفحوصات.

### الملابس والإكسسوارات

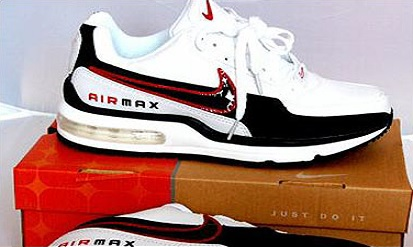
أحذية رياضية مقلدة

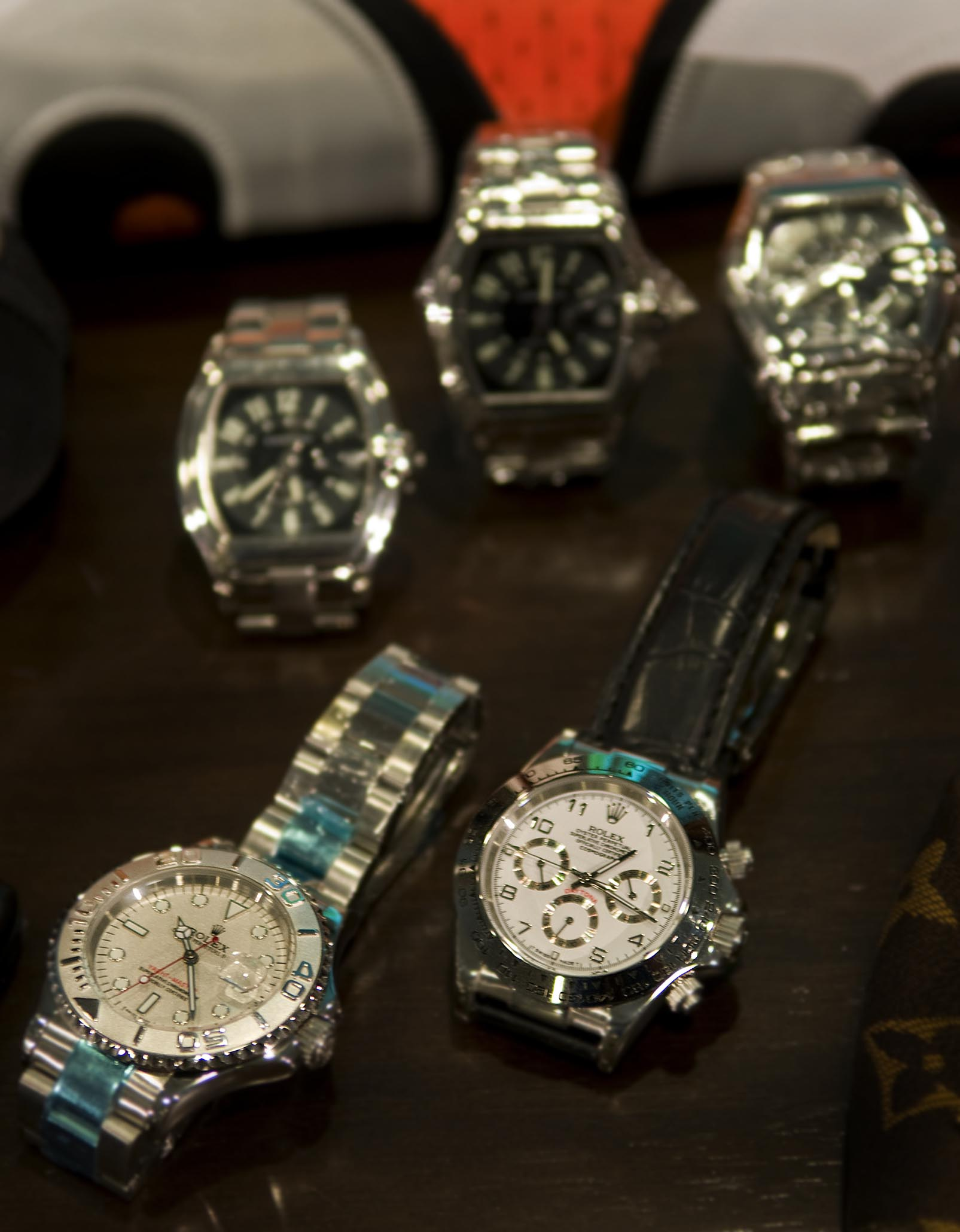
ساعات رولكس مقلدة

وفقًا لمنظمة التعاون الاقتصادي والتنمية (OECD) في 2016، كانت راي بان ورولكس وسوبريم ولوي فيتون من أكثر العلامات التجارية تقليدًا، وكانت نايكي هي العلامة التجارية الأكثر تقليدًا على مستوى العالم. الملابس المقلدة والأحذية والمجوهرات وحقائب اليد من العلامات التجارية المصممة تصنع بجودة متفاوتة؛ أحيانًا الهدف هو خداع المشتري الساذج الذي ينظر فقط إلى العلامة ولا يعرف كيف يبدو الشيء الحقيقي، بينما يبذل الآخرون جهدًا كبيرًا لتقليد التفاصيل الموضة.
يدرك آخرون أن معظم المستهلكين لا يهتمون إذا كانت السلع التي يشترونها مقلدة ويرغبون فقط في شراء منتجات رخيصة. لقد أدت شعبية الجينز المصمم في أواخر السبعينات وأوائل الثمانينات إلى تدفق من السلع المقلدة.
غالبًا ما توجد المصانع التي تصنع الملابس والساعات المقلدة للعلامات التجارية المصممة في البلدان النامية، حيث يأتي ما بين 85٪ و95٪ من جميع السلع المقلدة من الصين.
الساعات المكلفة معرضة أيضًا للتقليد. في ماليزيا وتايلاند وفيتنام والفلبين، يمكن بيع الساعات المقلدة التي تبدو أصلية ولكنها ذات جودة رديئة مع آليات ذات حركة ذاتية وحركات كاملة مقابل 20 دولارًا أمريكيًا فقط، مع بيع الساعات ذات الجودة الجيدة مقابل 100 دولار أمريكي أو أكثر. بعض الحركات والمواد في السلع المقلدة أيضًا من نوعية جيدة بشكل ملحوظ، على الرغم من أن الجودة غير متسقة، وقد تبدو جيدة وتعمل بشكل جيد لعدة سنوات، وهي نتيجة محتملة لتزايد المنافسة في مجتمع التزوير.
بدأ بعض المزورين في تصنيع سلعهم في نفس المصنع الذي يتم فيه تصنيع السلع الأصلية. (原单) هي السلع المقلدة التي تُنتج في نفس المصنع مثل القطع المصممة الشرعية دون الحصول على إذن مصرح به للقيام بذلك. هذه السلع مصنوعة من بقايا المواد المتبقية من المنتجات الأصلية، وتنتج بشكل غير قانوني، وتباع في السوق السوداء.
فتحت تايلاند متحفًا للسلع المقلدة، يعرض أكثر من 4000 عنصر مختلف في 14 فئة مختلفة تنتهك العلامات التجارية أو البراءات أو حقوق الطبع والنشر. أقدم متحف من هذا النوع يقع في باريس ويعرف باسم Musée de la Contrefaçon.
في عالم الموضة، عادة ما تُباع السلع المقلدة في الأسواق وزوايا الشوارع. على الرغم من أن شراء هذه السلع قد يبدو غير ضار لأولئك الذين يشترونها عن علم، فإن مكتب مكافحة الاحتيال الوطني في إنجلترا قد نصح الناس بعدم شراء السلع المقلدة، حيث أن إنتاجها غالبًا ما يمول الجرائم الأكثر خطورة.
العديد من دور الأزياء تحاول منع تداول السلع المقلدة في السوق؛ تمتلك لويس فيتون فريقًا كاملًا مخصصًا فقط لإيقاف السلع المقلدة. لقد تكيفت غوتشي مع ثقافة التزوير في تصميماتها، حيث غيرت تهجئة Gucci إلى "Guccy" في مجموعتها لربيع/صيف 2018 ورسمت كلمة "حقيقي" على الحقائب.
قد يختار المستهلكون تجاهل أصول المنتج غير الواضحة عندما يكون هناك نمط عصري متاح بسعر قليل. حيث تم تتبع أن الهجوم الإرهابي على شارلي إبدو تم تمويله من منتجات مقلدة. وفقًا لأليستير غراي من تومي هيلفيغر، اشترى الإرهابيون الأسلحة المستخدمة من الأموال التي تم الحصول عليها من بيع الأحذية الرياضية الفاخرة غير القانونية. هذا أكثر شيوعًا مما قد يعتقده المستهلكون. يناقش غراي كيف أنه غالبًا ما يتم تجاهل البائعين من قبل مجموعات المراقبة، حيث أن شراء السلع المقلدة من موزع في الصين أقل اشتباهًا من الأنشطة الإجرامية الأكثر تطرفًا. السبب والنتيجة لهذا التنازل عن الجريمة هو توفير الأموال للبائعين للمشاركة في الإرهاب والاتجار بالبشر وعمالة الأطفال. بسبب أوراق الشحن المقلدة (التي تمنع الجمارك من تتبعها) والعلامات التجارية المزيفة التي تظهر كأنها شركات موضة غير ملحوظة ولكنها تبيع في الواقع سلعًا فاخرة مقلدة، يصبح من الصعب تتبع هؤلاء البائعين.

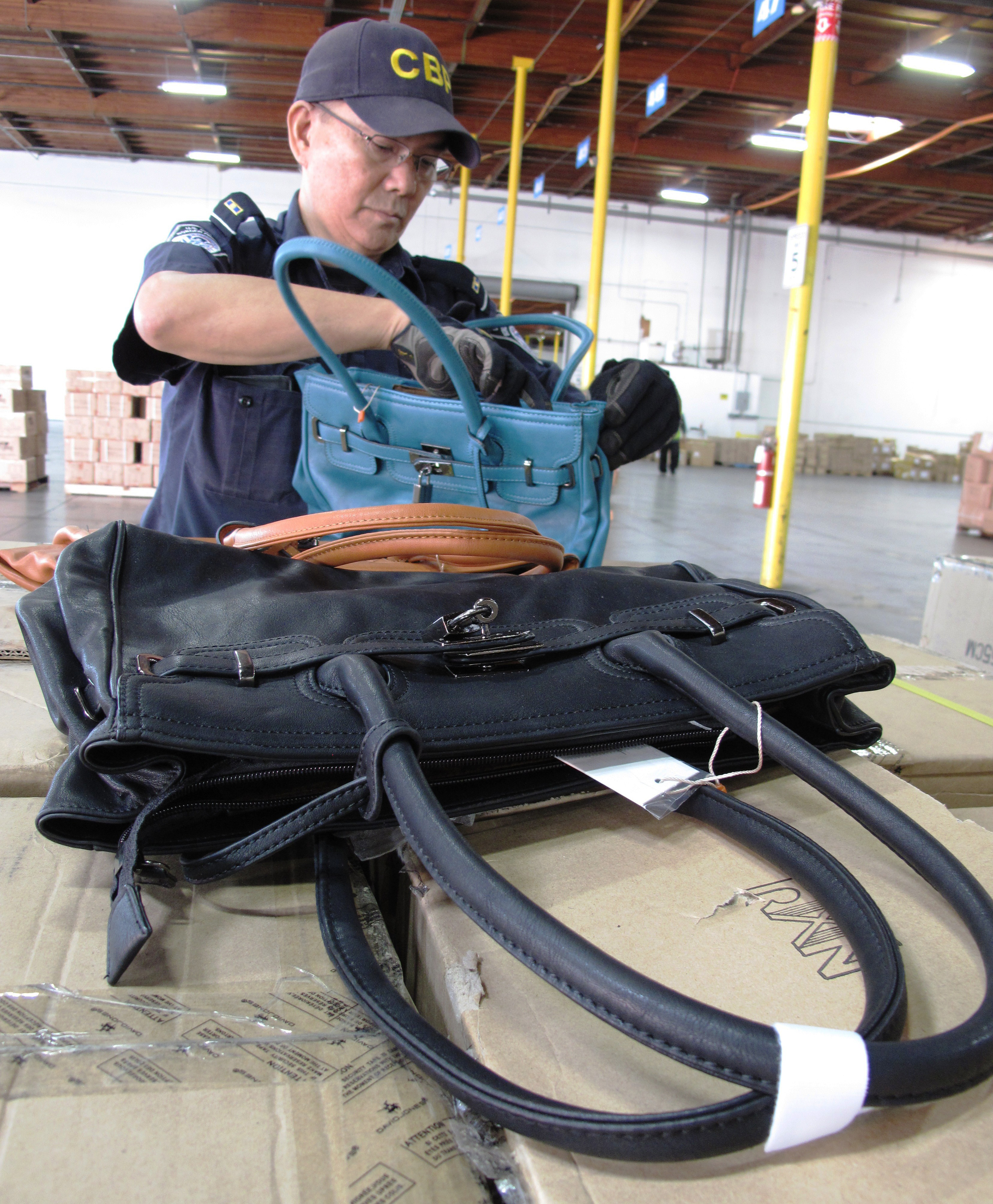
الحقائب المقلدة التي تم مصادرتها عند الحدود الأمريكية

تم إدخال السلع إلى الولايات المتحدة بدون الشعارات الملصقة عليها لتجاوز الجمارك. ثم يتم الانتهاء منها داخل البلاد. ويرجع ذلك إلى الزيادة في مصادرة المنتجات على الحدود. المزورون يتفاعلون مع الحملة المتزايدة ضد الممارسات التجارية غير القانونية. تم استبدال غرف التخزين بشاحنات التسوق المتنقلة التي تتحرك باستمرار ويصعب تتبعها.
شركات مثل Entrupy مصممة على القضاء على السلع المقلدة من خلال تطبيق آيفون وملحق كاميرا صغير قياسي يستخدم الخوارزميات لاكتشاف حتى "السوبر-فايك" الذي لا يمكن تمييزه. يواجه تجار التجزئة عبر الإنترنت أيضًا صعوبة في متابعة مراقبة السلع المقلدة.
الشركات على الإنترنت هي متاجر إلكترونية غير قانونية تستخدم منصات مثل أمازون وإنستغرام وإيباي لبيع السلع المقلدة. في بعض الأحيان يمتلكون مواقعهم الخاصة التي تحتوي على عناوين IP غير قابلة للتتبع والتي يتم تغييرها بشكل متكرر. إن إنستغرام هو منصة يصعب تتبعها، حيث يستخدم البائعون فيها وي تشات وباي بال وفينمو ويتواصلون عادةً مع العملاء عبر منصات مثل واتساب. هذا يجعل المعاملات سلسة وصعبة التتبع حيث يتم الدفع عبر طرف ثالث. يتم أيضًا نشر القوائم في ميزة القصص؛ وبالتالي، فهي ليست دائمة. المشكلة تتزايد وفقًا لفوكس وتصبح أكثر صعوبة في المراقبة.
في عام 2019، أطلقت أمازون برنامجًا يعرف بـ "Project Zero" للعمل مع العلامات التجارية لاكتشاف السلع المقلدة على الموقع. منحت هذه التكنولوجيا المستخدمين والشركات القدرة على التحقق من شهادات الحقائب. مع مرور الوقت، ستكون هذه التكنولوجيا قابلة للتكيف بشكل أكبر مع المنصات الأكبر. يقدم "Project Zero" لشركاء أمازون إمكانية الإبلاغ عن القوائم المزيفة دون تدخل أمازون. بما أن أمازون لديها أكثر من خمسة مليارات قائمة، فإن العنصر الآلي يعد أمرًا حاسمًا لمواكبة التخلص من السلع المقلدة. استنادًا إلى الأصول والرموز المقدمة من شركاء أمازون، يقوم هذا البرنامج بمسح العناصر وحذف المزيفة منها.
مؤخرًا، تغيرت المعركة بين المزورين وتجار التجزئة والمصممين. أدى تغير الآراء بين المستهلكين الشباب إلى زيادة الطلب على منتجات "النسخ" التي قد لا تكون مزيفة بشكل مباشر أو غير قانونية، ولكنها نسخة واضحة من تصميم راقٍ. وفقًا لتقرير أصدرته خدمة التوثيق Entrupy، اشترى 52٪ من المتسوقين الذين تتراوح أعمارهم بين 15 و24 عامًا عنصرًا مقلدًا في عام 2022، واعترف 37٪ من هذه الفئة بأنهم كانوا يعلمون أن المنتج كان مزيفًا عندما اشتروه. من الجدير بالذكر أن شركات التجارة الإلكترونية الصينية مثل شي إن وعملاق التجارة الإلكترونية الأمريكي أمازون قد سهلت هذه الظاهرة. في عام 2019، توقفت عدة علامات تجارية مثل نايكي وبيركنشتوك عن بيع منتجاتها على أمازون احتجاجًا على السلع المقلدة الصريحة على المنصة. في الوقت نفسه، في سوق السلع الفاخرة، بدأت العلامات التجارية الراقية مثل موغلر في استخدام تقنية سلسلة الكتل لتوفير هوية رقمية فريدة لمنتجاتها، مما يجعل التوثيق وسجلات الملكية أبسط، بالإضافة إلى تمكين العملاء من الوصول إلى محتوى فريد عبر الإنترنت. وقد وضعت المفوضية الأوروبية لوائح تتطلب "جوازات سفر رقمية للمنتجات" لجميع المنتجات النسيجية الجديدة المصنعة أو المستوردة إلى الاتحاد الأوروبي بدءًا من عام 2030.

### الإلكترونيات

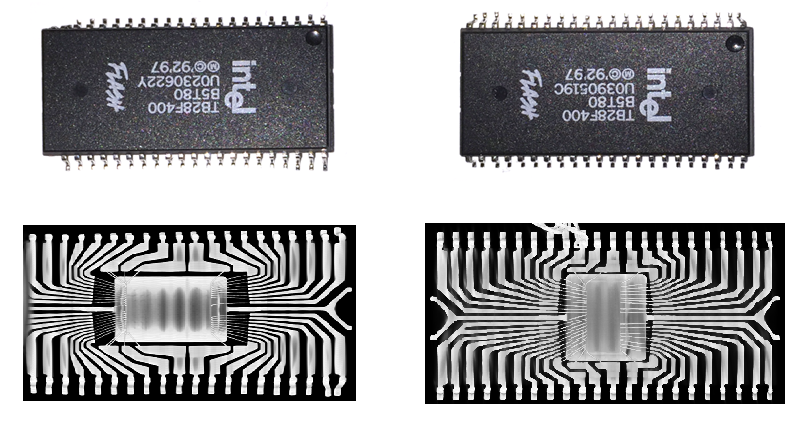
شريحة ذاكرة فلاش أصلية من إنتل (على اليمين) ونسختها المقلدة (على اليسار); على الرغم من أن تغليف هذه الشرائح متماثل، فإن صورة الأشعة السينية تكشف أن الهيكل الداخلي للنسخة المقلدة مختلف

انتشرت مكونات إلكترونية مقلدة في السنوات الأخيرة، بما في ذلك الدوائر المتكاملة (ICs)، والمفاتيح، وقواطع الدائرة، والصمامات، والمقابس المعزولة عن الأرض، وتجميعات الأسلاك، بالإضافة إلى الموصلات. يُقدر أن قيمة مكونات الإلكترونيات المقلدة تبلغ 2% من إجمالي المبيعات العالمية أو 460 مليار دولار في عام 2011. تم إعادة هندسة الأجهزة المقلدة (المعروفة أيضًا باسم "المخطط الصيني" نظرًا لانتشارها في الصين) لإنتاج منتج يبدو مطابقًا ويؤدي مثل الأصلي، وقادر على اجتياز الاختبارات الفيزيائية والكهربائية.
تسببت الحوادث المتعلقة بالدوائر المتكاملة المقلدة في أن تقوم وزارة الدفاع الأمريكية وناسا بإنشاء برامج للتعرف على الأجزاء المزيفة ومنع دخولها إلى سلسلة التوريد. "يمكن أن يتسبب موصل فاشل في إيقاف قمر صناعي بسرعة مثلما تفعل دائرة متكاملة معطلة"، كما صرح مدير المنتجات روبرت هولت.
تشكل مثل هذه الإلكترونيات المزيفة أيضًا تهديدًا كبيرًا للعديد من قطاعات الاقتصاد، بما في ذلك القطاع العسكري. في عام 2012، سلط تقرير من لجنة القوات المسلحة في مجلس الشيوخ الأمريكي الضوء على المخاطر عندما حدد حوالي 1800 حالة من الأجزاء المشبوهة المقلدة في سلسلة توريد الدفاع في عامي 2009 و2010.

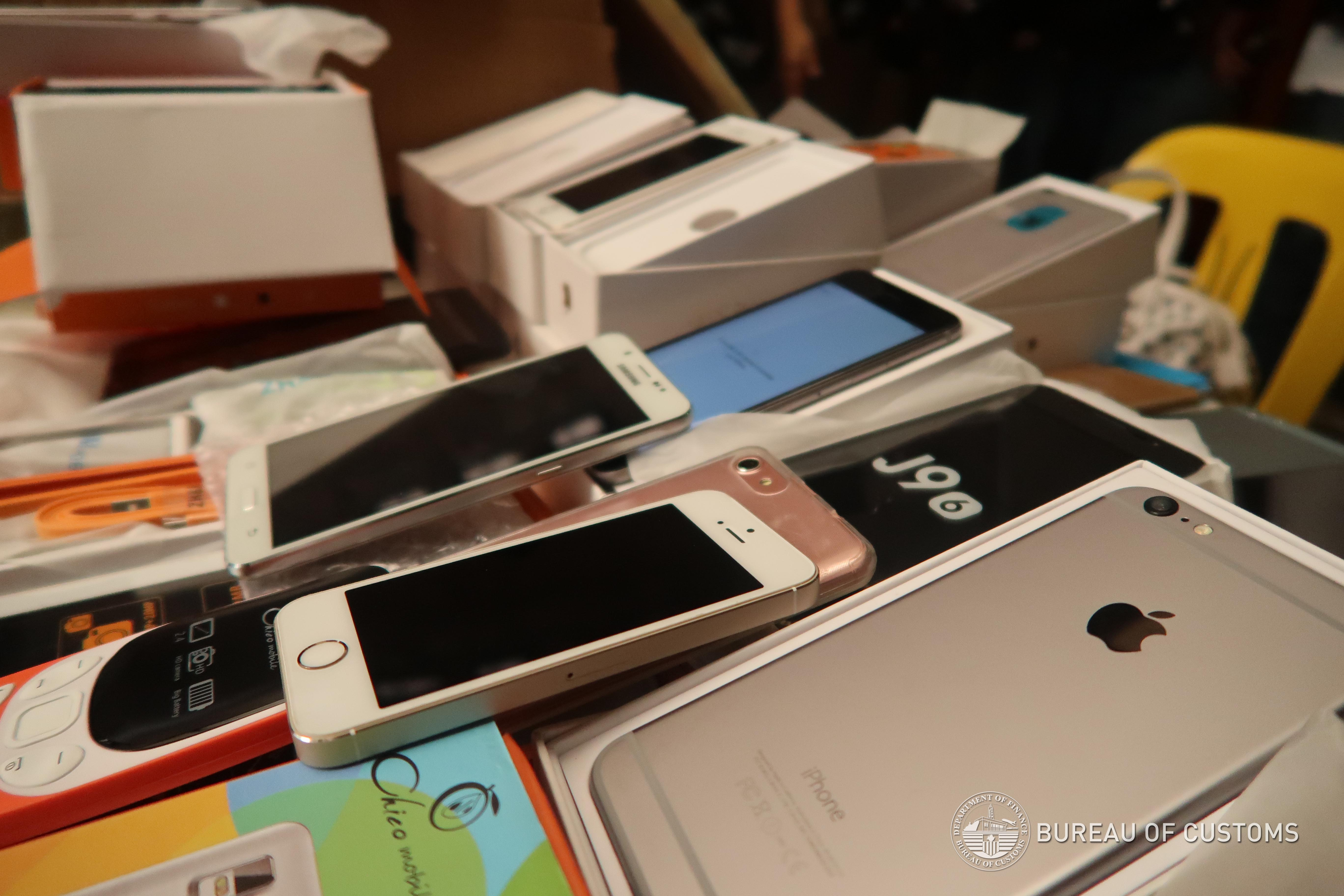
أجهزة هواتف محمولة مقلدة تم مصادرتها من قبل مكتب الجمارك الفلبيني

يمكن أن تقوض الأجزاء الإلكترونية المقلدة أمان وموثوقية الأنظمة التجارية الحيوية، مما يسبب خسائر ضخمة في الإيرادات للشركات ويضر بسمعتها. يمكن أن تشكل أيضًا تهديدات كبيرة للصحة والسلامة، مثلما يحدث عندما يتوقف جهاز تنظيم ضربات القلب المزروع، أو يفشل نظام منع انغلاق المكابح (ABS)، أو تنفجر بطارية الهاتف المحمول.
في عام 2017، قدرت منظمة التعاون الاقتصادي والتنمية أن واحدًا من كل خمسة (19%) من الهواتف الذكية المباعة في جميع أنحاء العالم كانت مقلدة، مع تزايد الأعداد. وقال مؤسس علي بابا جاك ما "نحتاج إلى محاربة السلع المقلدة بنفس الطريقة التي نكافح بها القيادة في حالة سكر." في بعض الدول الإفريقية، تصل نسبة الهواتف المقلدة إلى 60%. للأسف، من شبه المستحيل على معظم المستهلكين اكتشاف الفرق بين الأصلي والمقلد نظرًا لأن التمييز بينهما يتطلب مستوى فنيًا عاليًا. تتسبب الهواتف المقلدة في خسائر مالية للملاك والموزعين للأجهزة الأصلية، وفقدان دخل الضرائب للحكومات. بالإضافة إلى ذلك، فإن الهواتف المقلدة تكون ذات جودة رديئة، وقد تولد إشعاعًا مرتفعًا، وتحتوي على مستويات ضارة من عناصر خطرة مثل الرصاص، ولها فرصة كبيرة في احتواء برامج ضارة.

### الإعلام
يمكن تقليد الأقراص المدمجة، شرائط الفيديو، أقراص DVD، برمجيات الكمبيوتر وغيرها من الوسائط التي يسهل نسخها وبيعها من خلال البائعين في أسواق الشوارع، أسواق الليل، الطلبات عبر البريد، والعديد من مصادر الإنترنت، بما في ذلك مواقع المزادات المفتوحة مثل إيباي. إذا كانت الوسائط المقلدة تحتوي على تغليف جيد يكفي ليتم الخلط بينها وبين المنتج الأصلي، فيتم أحيانًا بيعها على هذا النحو. قد يستخدم عشاق الموسيقى مصطلح التسجيلات المقرصنة لتمييز التسجيلات التي لا تتوفر خلاف ذلك عن النسخ المقلدة من المواد التي تم إصدارها تجاريًا.[بحاجة لمصدر]
في عام 2014، كان حوالي 30% من سكان المملكة المتحدة متورطين بشكل معروف أو غير معروف في نوع من القرصنة من خلال بث المحتوى عبر الإنترنت أو شراء أقراص DVD مقلدة، مما كلف صناعة السمعيات والمرئيات في المملكة المتحدة حوالي 500 مليون جنيه إسترليني سنويًا. وتعد النسخ المقلدة ضارة بشكل خاص لصانعي الأفلام المستقلين الأصغر، الذين قد يكونون قد أمضوا سنوات في جمع الأموال من أجل الفيلم. نتيجة لذلك، يتم تآكل قيمة الملكية الفكرية وتصبح الأفلام أقل احتمالًا أن تُصنع. في عام 2018، صادرت الوكالات الأمريكية أكثر من 70,000 نسخة مقلدة من الموسيقى والأفلام من منزل في فريسنو، كاليفورنيا. وعلى الرغم من أن هذه كانت جزءًا صغيرًا نسبيًا من جميع النسخ المقلدة المستوردة، وفقًا لأحد الخبراء:
لقد جعلت حكومة الولايات المتحدة حماية الملكية الفكرية أولوية. يبدو أنه في كل أسبوع نرى مصادرة جديدة للواردات المقلدة. هذه الجهود مفيدة وقيمة، ولكن المسؤولين الأمريكيين ووكالات إنفاذ القانون يمكنهم فعل الكثير فقط. لن تؤدي مصادرة الواردات التي تنتهك العلامات التجارية وحقوق الطبع والنشر إلى إحداث فرق كبير في القرصنة العالمية لحقوق الملكية الفكرية.
تم استهداف الصين من قبل جمعية الفيلم الأمريكي (MPAA) لتوزيع أفلام وبرامج تلفزيونية مقلدة. تم تقديم مجموعة من المواقع الإلكترونية، والمجموعات الإخبارية على الإنترنت، والشبكات عبر الإنترنت من نظير إلى نظير، والمواقع المادية الشهيرة بمشاركة المحتوى غير القانوني إلى المسؤولين. تم أيضًا إدراج دول أخرى كمصادر، بما في ذلك روسيا والبرازيل وكندا وتايلاند وإندونيسيا. في أغسطس 2011، تم الإبلاغ عن أن ما لا يقل عن 22 متجر أبل مزيفًا كانوا يعملون في أجزاء من الصين، على الرغم من أنه تم إغلاق البعض منهم في الماضي من قبل السلطات في مواقع أخرى. في الشهر التالي، تم اكتشاف أنه في الصين، كان الناس يحاولون إعادة إنشاء سلسلة الطيور الغاضبة إلى منتزه ترفيهي (انظر هنا) بدون إذن من شركة روفيو إنترتينمنت.

### منتجات مطبوعة ثلاثية الأبعاد
يعد تقليد العديد من العناصر باستخدام طابعات ثلاثية الأبعاد كبيرة أو رخيصة نسبيًا مشكلة متزايدة. ستساهم المواد المطبوعة المتطورة والإمدادات المتزايدة من تصاميم CAD الرقمية المتاحة عبر الإنترنت في السوق السوداء للسلع المقلدة. قدرت مجموعة غارتنر أن خسارة الملكية الفكرية بسبب تقليد الطابعات ثلاثية الأبعاد قد تصل إلى 100 مليار دولار بحلول عام 2018. من بين المجالات التكنولوجية التي يمكن أن تكون ضحية للتقليد هي قطع غيار السيارات والطائرات، الألعاب، الأجهزة الطبية، الأدوية وحتى الأعضاء البشرية. وفقًا لإحدى شركات حقوق الملكية الفكرية:
إن ديمقراطية التصنيع التي أصبحت ممكنة بفضل الطباعة ثلاثية الأبعاد لديها القدرة على جعل التقليد أكثر انتشارًا. ومع تحسن الطابعات ثلاثية الأبعاد بشكل مستمر، وزيادة سرعتها، وكونها أكثر ملاءمة للمستهلكين، يمكن لأي شخص أن يصبح مقلدًا.
إلى جانب تصنيع الأجزاء غير القانونية لأي منتج رئيسي، أصبحت صناعة الأزياء هدفًا رئيسيًا للمقلدين الذين يستخدمون الطباعة ثلاثية الأبعاد. وجد مكتب الاتحاد الأوروبي للملكية الفكرية في عام 2017 أن حوالي 10% من منتجات الأزياء المباعة في جميع أنحاء العالم هي مقلدة، مما يقدر خسارة العائدات بحوالي 28.5 مليار دولار سنويًا في أوروبا وحدها. كان قادة الصناعة يخشون أن المقلدين الناشئين سيبدأون قريبًا في إنشاء الحقائب والملابس والمجوهرات بتكلفة إنتاج أقل بعد الوصول إلى المخططات المقرصنة أو الملفات الرقمية من الشركات المصنعة.

### الألعاب
تترك الألعاب المقلدة الأطفال عرضة للمواد الكيميائية السامة واحتمال الاختناق. تشير التقديرات إلى أن 10 إلى 12 بالمائة من الألعاب التي تم بيعها في المملكة المتحدة في عام 2017 كانت مقلدة، مع تدفق السلع المقلدة القادمة أساسًا من الصين. تقوم منظمة معايير التجارة، وهي منظمة سلامة بريطانية، بمصادرة عشرات الآلاف من الألعاب كل شهر لمنع الأطفال من التعرض لها، وفقًا لجمعية الألعاب والهوايات البريطانية (BTHA).
شهدت شركة مووس تويز الأسترالية مشاكل مع تقليد ألعابها الشهيرة شوبكينز في عام 2015. في عام 2013، تم اتهام خمس شركات مقرها نيويورك باستيراد ألعاب مقلدة وخطيرة من الصين. من بين البضائع التي تم مصادرتها كانت ألعاب مقلدة تحتوي على شخصيات أطفال شهيرة مثل ويني ذا بوه، دورا المستكشفة، سبونج بوب سكوير بانتس، بتي بوب، سلاحف النينجا المراهقون المتحولون، باور رينجرز، سبايدرمان، تويتي، ميكي ماوس، لايتنينغ مكوين وبوكيمون. في عام 2017، صادرت هيئة الجمارك وحماية الحدود بالولايات المتحدة ألعاب أطفال مقلدة بقيمة 121,442 دولارًا أمريكيًا وصلت إلى الميناء من الصين وكانت موجهة إلى مستورد في ولاية كارولينا الشمالية. وُجد أن الشحنة تحتوي على عدة عناصر تحمل علامات تجارية وحقوق طبع ونشر مسجلة لصالح كرتون نتورك، سابان براندز، ودانجاك، LLC.

### الأدوية

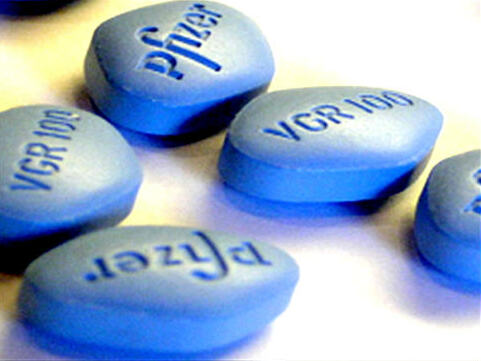
أدوية فياغرا مقلدة

وفقًا لمكتب التحقيقات الفيدرالي (FBI), فإن تقليد الأدوية يمثل حوالي 600 مليار دولار في التجارة العالمية، وقد يكون "جريمة القرن الواحد والعشرين." ويضيفون أنه "يشكل خطرًا كبيرًا على الصحة والاقتصاد لكل من الأفراد والشركات على حد سواء." تقدر منظمة الصحة العالمية (WHO) أن أكثر من 30% من الأدوية في البلدان النامية هي مقلدة، قائلة إنه "يمكن لأي شخص في أي مكان في العالم أن يصادف أدوية مغلفة بشكل صحيح ولكنها لا تحتوي على المكونات الصحيحة، وفي أسوأ الحالات، قد تحتوي على مواد سامة للغاية."
حوالي ثلث دول العالم تفتقر إلى وكالات تنظيم الأدوية الفعّالة، مما يجعلها عرضة للتلاعب من قبل المقلدين. عالميًا، أكثر من نصف الأدوية المقلدة المباعة هي لعلاج حالات تهدد الحياة، مثل الملاريا، والسل، وفيروس نقص المناعة البشرية/الإيدز، والسرطان. يُقدر أن مليون شخص يموتون سنويًا نتيجة تناول أدوية مقلدة سامة.
مع زيادة مبيعات الإنترنت، يمكن أن تتجاوز هذه الأدوية المزيفة الحدود الدولية بسهولة ويمكن بيعها مباشرة إلى المشترين الذين لا يشكّون في شيء. في سبتمبر 2017، وبعد تحقيق دام 10 سنوات، قامت الإنتربول بإغلاق 3,584 موقعًا على الإنترنت في دول مختلفة، وإزالة 3,000 إعلانًا عبر الإنترنت تروّج للأدوية غير القانونية، واعتقلت 400 شخصًا.
الغالبية العظمى من الصيدليات عبر الإنترنت التي تم إغلاقها لم تكن تتطلب وصفة طبية لطلب الأدوية، وكان معظمها يبيع نسخًا مزيفة قد تكون خطيرة من الأدوية الحقيقية. أحد الأهداف التي استهدفتها العملية كان التجارة غير القانونية في مسكنات الألم الأفيونية، خاصة الفينتانيل، الذي هو أقوى من المورفين من 50 إلى 100 مرة. تحتوي نسخ مقلدة من المواد المخدرة الأخرى مثل أوكسيكودون وبيركوسيت أيضًا على الفينتانيل كمكون رئيسي. كانت الصيدليات عبر الإنترنت قد أغرقت سوق الولايات المتحدة وساهمت في وباء الأفيونيات، حيث أشار مراكز السيطرة على الأمراض والوقاية منها (CDC) إلى أن 66% من 63,600 حالة وفاة بسبب الجرعة الزائدة في عام 2016 كانت ناتجة عن الأفيونيات، بما في ذلك الفينتانيل. وجدت إدارة مكافحة المخدرات (DEA) أن "العملاء يمكنهم شراء منتجات الفينتانيل من المختبرات الصينية عبر الإنترنت باستخدام مسحوق الفينتانيل وآلات ضغط الأقراص" التي يتم شحنها مباشرة إلى المشترين عبر خدمات البريد العادية.
يجذب المشترين صيدليات الإنترنت غير القانونية لأنها تدعي أنها شركات شرعية. يدفع المستهلكون الأسعار المنخفضة، ويجذب البعض القدرة على الحصول على الأدوية المقررة بوصفة طبية دون الحاجة لوصفة. ومع ذلك، وجد أن 90% من الأدوية التي تم شراؤها عبر الإنترنت تأتي من دولة مختلفة عن الدولة التي يدعي الموقع أنها منها. تقرير صادر في 2018 من وزارة الأمن الداخلي
تعرف إدارة الغذاء والدواء الأمريكية (FDA) الأدوية المقلدة بأنها الأدوية التي يتم بيعها تحت اسم منتج بدون تفويض مناسب:
"يمكن أن ينطبق التقليد على كل من المنتجات ذات العلامة التجارية والعامة، حيث يتم تسمية مصدر المنتج بشكل خاطئ بحيث يوحي بأنه المنتج المعتمد الأصلي. قد تشمل المنتجات المقلدة أدوية بدون المكون الفعال، أو بكميات غير كافية أو مفرطة من المكون الفعال، أو مع المكون الفعال الخطأ، أو مع تغليف مزيف."
وفقًا لذي إيكونوميست، فإن بين 15%-30% من أدوية المضادات الحيوية في أفريقيا وجنوب شرق آسيا هي مقلدة، في حين قدرت الأمم المتحدة في عام 2013 أن حوالي نصف أدوية مضادات الملاريا المباعة في أفريقيا—والتي تبلغ قيمتها نحو 438 مليون دولار سنويًا—هي مقلدة. في أوائل عام 2018، صادرت الإنتربول 29 طنًا من الأدوية المقلدة في النيجر.
لقد اكتشفت شركة فايزر للأدوية نسخًا مقلدة من 20 على الأقل من منتجاتها، مثل فياغرا وليبيتور، في سلاسل الإمداد الشرعية في 44 دولة على الأقل. كما اكتشفت شركة فايزر أن ما يقارب 20% من الأوروبيين قد حصلوا على أدوية عبر قنوات غير قانونية، مما يعادل 12.8 مليار دولار من المبيعات. يقدر خبراء آخرون أن السوق العالمي للأدوية المقلدة قد يكون قيمته بين 75 مليار و200 مليار دولار سنويًا، اعتبارًا من عام 2010.
تشمل الأدوية المقررة التي تم تقليدها كلوبيدوغريل، الذي يستخدم لعلاج الجلطات الدموية، أولانزابين لعلاج الفصام، بيكالوتاميد، الذي يستخدم لعلاج سرطان البروستاتا، تاميفلو، الذي يستخدم لعلاج الإنفلونزا، بما في ذلك إنفلونزا الخنازير، وأريسبت، الذي يستخدم لعلاج ألزهايمر. أفاد الاتحاد الأوروبي أنه اعتبارًا من عام 2005 كانت الهند أكبر مورد للأدوية المقلدة بشكل كبير، حيث تمثل 75% من الحالات العالمية للأدوية المقلدة. ومع ذلك، كانت العديد من الأدوية والمنتجات الاستهلاكية التي يُفترض أنها صنعت في الهند، قد تم تصنيعها في الصين واستيرادها إلى الهند.
جاء 7% آخر من مصر و6% من الصين. وكان من بين المشاركين في إنتاجها وتوزيعها "المهنيون الطبيون" مثل الصيادلة والأطباء الفاسدين، وعصابات الجريمة المنظمة، والشركات الصيدلانية غير القانونية، والمسؤولين الفاسدين على الصعيدين المحلي والوطني، والمنظمات الإرهابية.

### الطعام
تعتبر عمليات تزوير الطعام، "التلاعب المتعمد في الطعام بمكونات أرخص من أجل المكاسب الاقتصادية"، جريمة موثقة جيدًا التي كانت موجودة في الولايات المتحدة وأوروبا لعقود عديدة. اعتبارًا من 2014 إلا أنها نالت مزيدًا من الاهتمام في السنوات الأخيرة مع زيادة الخوف من الإرهاب البيولوجي. تم اكتشاف العديد من حالات تزوير الطعام المتعمد. اعتبارًا من 2013 كانت الأطعمة الأكثر شيوعًا التي تم إدراجها كمغشوشة أو مغلوطة في قاعدة بيانات التزوير الغذائي الخاصة بمؤتمر الولايات المتحدة هي: الحليب، زيت الزيتون، العسل، الزعفران، الأسماك، القهوة، عصير البرتقال، عصير التفاح، الفلفل الأسود، والشاي. أورد تقرير في عام 2014 من خدمة البحوث في الكونغرس الأمريكي الفئات الغذائية الرئيسية التي تم الإبلاغ عن حالات تزوير فيها مثل زيت الزيتون؛ الأسماك والمأكولات البحرية؛ الحليب ومنتجات الألبان؛ العسل، شراب القيقب، والمحليات الطبيعية الأخرى؛ عصير الفواكه؛ القهوة والشاي؛ التوابل؛ الأطعمة العضوية والمنتجات؛ وعوامل التلبيد. أصبح من الشائع بشكل متزايد وجود قوائم مكونات خادعة وغير دقيقة.

#### الولايات المتحدة
- في عام 2008، أصيب المستهلكون الأمريكيون بـ "الذعر" واندلعت "عاصفة إعلامية" عندما تم اكتشاف أن حليب صيني تم غشه بالمواد الكيميائية الميلامين، لزيادة محتوى البروتين في الحليب أثناء اختبارات الحكومة. وقد أسفر ذلك عن دخول 900 طفل إلى المستشفى ووفاة ستة أشخاص.[96]
- في عام 2007، اكتشف جامعة نورث كارولينا أن 77 بالمئة من الأسماك التي تم تصنيفها على أنها سنابر أحمر كانت في الواقع تيلاپيا، وهي نوع شائع وأقل طعمًا. كما اختبرت صحيفة شيكاغو سن-تايمز الأسماك في 17 مطعمًا سوشي ووجدت أن الأسماك التي تباع على أنها سنابر أحمر كانت في الغالب تيلاپيا. كشفت فحوصات أخرى عن بيع سمك السلور على أنه هامور، الذي عادة ما يباع بسعر أعلى بكثير من سمك السلور.[96] الأسماك هي أكثر الأطعمة التي يتم تزويرها بشكل متكرر في الولايات المتحدة، بما في ذلك "... بيع سمك أرخص مثل السلمون الأطلسي المستزرع كسمك السلمون البري من ألاسكا." في اختبار، وجدت تقارير المستهلك أن أقل من نصف السلمون الذي تم بيعه في 2005-2006 كان في الواقع بريًا، والبقية كانت مستزرعة.[97]
- تم اكتشاف أن كونياك الفرنسي قد تم غشه باستخدام براندي، كما تم خلط العسل مع سكر أرخص مثل شراب الذرة عالي الفركتوز.[96]
- في عام 2008، صادرت السلطات الأمريكية أكثر من 10,000 حالة من زيت الزيتون البكر المغشوش، التي كانت قيمتها تزيد عن 700,000 دولار من مستودعات في نيويورك ونيوجيرسي.[96] يُعتبر زيت الزيتون واحدًا من أكثر المنتجات الغذائية المقلدة، وفقًا لـ FDA، حيث أظهرت دراسة أن العديد من المنتجات الموصوفة كـ"زيت الزيتون البكر الممتاز" كانت تحتوي في الواقع على ما يصل إلى 90% من زيت الصويا.[97]
- من 2010 حتى 2012، قامت مجموعة أوشيانا بتحليل 1,200 عينة من المأكولات البحرية من 674 متجرًا في 21 ولاية أمريكية. وجدوا أن ثلث العينات تحتوي على حمض نووي لأسماك من نوع آخر غير المدرج على العلامة التجارية للمنتج.[98] ووجدوا أن الأسماك التي تحتوي على مستويات عالية من الزئبق مثل سمك التلفيش والماكريل الملكي كانت تُمرر على أنها أسماك آمنة نسبيًا مثل الهامور. كانت النهاشية (87%) والتونة (59%) من الأنواع الأكثر تحريفًا.[99]
- أظهرت الاختبارات الجينية التي أجرتها بوسطن غلوب في عام 2011 وجود تزوير واسع النطاق للأسماك التي يتم تقديمها في المطاعم في المنطقة.[100]
- تعتبر "صناعة" السلع الغذائية الثانوية عرضة للتزوير الغذائي من خلال تحويل المنتجات التي تم اعتبارها غير صالحة للاستهلاك.[101]

تقر إدارة الغذاء والدواء، وهي الهيئة التنظيمية الرئيسية لسلامة الغذاء والتنفيذ في الولايات المتحدة، أن "الحجم الهائل للجريمة المحتملة" يجعل من الصعب منعها، بالإضافة إلى حقيقة أن سلامة الغذاء لا يتم التعامل معها كأولوية عالية. كما تشير إلى أنه مع وجود أكثر من 300 منفذ دخول يمر عبرها 13 بالمائة من الإمدادات الغذائية الأمريكية، فإنها غير قادرة إلا على فحص حوالي 2 بالمائة فقط من ذلك الغذاء.
تم الإعلان عن لوائح تتبع الأسماك في الولايات المتحدة في عام 2015 من قبل الإدارة الوطنية للمحيطات والغلاف الجوي.

#### أوروبا
تزوير الطعام يمثل تهديدًا خطيرًا في أوروبا، خاصة في البلدان التي تحتوي على عدد كبير من المنتجات المسجلة مثل إيطاليا. في عام 2005، صادرت الجمارك الأوروبية أكثر من 75 مليون سلعة مزورة، بما في ذلك الأطعمة والأدوية وغيرها من السلع، جزئيًا بسبب مبيعات الإنترنت. تم مصادرة أكثر من خمسة ملايين عنصر مزور مرتبط بالطعام، بما في ذلك المشروبات والكحول. وفقًا للمفوض الأوروبي للضرائب والجمارك، "موجة سرية من المنتجات المزورة الخطيرة تهدد الناس في أوروبا."

##### الحوادث
- كانت أزمة لحم الخنزير الإيرلندية 2008 عبارة عن لحم خنزير ملوث بالديوكسينات.
- كانت فضيحة لحوم الخيل 2013 حادثة متعددة الجنسيات حيث تم العثور على لحوم خيل (ولحم خنزير) في منتجات غذائية تم تصنيفها على أنها تحتوي فقط على لحم بقر.
- كانت فضيحة تلوث أفلاتوكسين الأوروبي 2013 تتعلق بحليب ملوث بالأفلاتوكسينات.

#### آسيا
تزوير الطعام هو مصدر قلق متزايد في آسيا والمحيط الهادئ. تشمل الأمثلة حقن هلام غير صالح للطعام في الروبيان والقريدس لزيادة وزنها وجاذبيتها البصرية وزيت المجاري.

### مستحضرات التجميل
تشير إدارة الجمارك وحماية الحدود الأمريكية إلى أن صناعة مستحضرات التجميل تخسر حوالي 75 مليون دولار سنويًا بناءً على كمية المنتجات المقلدة التي يتم تهريبها إلى الولايات المتحدة كل عام. بالإضافة إلى الإيرادات المفقودة، تتضرر العلامات التجارية للمستحضرات التجميلية عندما يعاني المستهلكون من آثار جانبية غير صحية، مثل التهابات العين أو ردود الفعل التحسسية، من المنتجات المقلدة.
صادر وكلاء الجمارك أكثر من 2,000 شحنة من المنتجات التجميلية المقلدة في عام 2016، وأشاروا إلى أن العناصر المقلدة للعناية الشخصية كانت أكثر شيوعًا من الحقائب المقلدة. واحدة من أكبر التهديدات للمستهلكين في مجال التجميل هي المخاطرة بشراء منتجات مقلدة على منصات التجزئة المألوفة مثل أمازون.

### السجائر
السجائر غير المشروعة هي مثال على التهديد المتعدد الأوجه للتزوير، حيث توفر مئات الملايين من الدولارات سنويًا لجماعات الإرهاب.
الضرر الناجم عن هذا الخليط من الملوثات يأتي فوق أي خطر أساسي يُنسب إلى منتجات التبغ التجارية. مع بيع السجائر غير المشروعة في تركيا، على سبيل المثال، بما يزيد عن 16.2 مليار سيجارة سنويًا، وصف رئيس الوزراء التركي أردوغان التبغ المقلد بأنه "أكثر خطورة من الإرهاب".

### العناصر العسكرية
وفقًا لتقرير لجنة مجلس الشيوخ الأمريكي في عام 2012 ووفقًا لما ذكرته ABC News، فإن "الأجزاء الإلكترونية المقلدة من الصين 'تغزو' الأنظمة العسكرية الأمريكية الحيوية، بما في ذلك طائرات الهليكوبتر الخاصة و طائرات الاستطلاع، مما يعرض قوات البلاد للخطر." يشير التقرير إلى أن الشركات الصينية تأخذ الأجزاء الإلكترونية المهملة من دول أخرى، وتزيل أي علامات تعريفية، وتغسلها وتعيد تجديدها، ثم تعيد بيعها على أنها جديدة – "ممارسة تشكل خطرًا كبيرًا على أداء الأنظمة العسكرية الأمريكية.
في هذه الحالة، عادةً لا تكون المكونات نفسها مزورة: ففي معظم الحالات تم تصنيعها من قبل الشركة المصنعة المتوقعة أو من قبل مرخص دفع مقابل حقوق الملكية الفكرية المناسبة. بدلاً من ذلك، ما هو مزور هو إصدار بائع التجزئة شهادة المطابقة التي تدعي أن مصدرها يمكن تتبعه، في بعض الأحيان مع إعادة وسم المكونات لجعلها تبدو كما لو كانت قد تم تصنيعها واختبارها وفقًا لمعايير أكثر صرامة مما هي عليه في الواقع.[بحاجة لمصدر]
ومع ذلك، كانت هناك حالات تم فيها تزوير المكونات بالكامل. مثال نموذجي هو محولات USB إلى منفذ تسلسلي التي يُفترض أنها من تصنيع FTDI، Prolific وآخرين ولكنها تحتوي في الواقع على متحكم صغري عام تم برمجته لتنفيذ نفس واجهة البرمجة بدرجات متفاوتة. مثال آخر هو المكثفات التي تم بيعها على أنها من منشأ شركة مصنعة مشهورة ولكنها في الواقع مجرد قشور تحتوي على مكونات ذات مواصفات أقل (وأصغر جسديًا) من المكونات الأصلية.

### فئات أخرى من المنتجات المزورة
تشمل هذه العناصر التي تزعم أنها أعمال فنية أصلية، ساعات، إكسسوارات مثل النظارات الشمسية وحقائب اليد، وجميع أنواع التحف. في بعض الحالات، مرّت عملية النسخ عبر عدة بائعين، ومن الممكن رؤية التغييرات التدريجية مع تقدم سلسلة "التزوير من التزوير".[بحاجة لمصدر]
تظهر هذه المنتجات في كثير من الأحيان للبيع على مواقع الإنترنت مثل أمازون. المحاولات للإبلاغ عنها باعتبارها مزورة تتلقى استجابة ضعيفة.[بحاجة لمصدر]

## التنفيذ

### الولايات المتحدة
في 29 نوفمبر 2010، صادرت وزارة الأمن الداخلي وأغلقت 82 موقعًا على الإنترنت كجزء من حملة أمريكية ضد المواقع التي تبيع سلعًا مزورة، وتم توقيت الحملة لتتزامن مع اثنين الإنترنت، بداية موسم التسوق عبر الإنترنت في العطلات. أعلن المدعي العام إريك هولدر أن "من خلال مصادرة هذه الأسماء النطاقية، قمنا بتعطيل بيع الآلاف من السلع المزورة، بينما قطعنا أيضًا الأموال عن أولئك الذين يرغبون في استغلال إبداع الآخرين لتحقيق مكاسبهم الشخصية." اقترح أعضاء من الكونغرس قانون PROTECT IP لحظر الوصول إلى المواقع الأجنبية التي تقدم سلعًا مزورة.
يقترح بعض السياسيين الأمريكيين فرض غرامات على أولئك الذين يشترون سلعًا مزورة، مثل تلك التي تُباع في سوق شارع القناة في نيويورك. في أوروبا، أنشأت فرنسا بالفعل عقوبات صارمة للبائعين أو المشترين، مع عقوبات تصل إلى 3 سنوات في السجن وغرامة قدرها 300,000 دولار. أيضًا في أوروبا، تكافح المنظمات غير الربحية مثل شبكة مكافحة التزوير الأوروبية التجارة العالمية في السلع المزورة.
أثناء عملية مداهمة لمكافحة التزوير في نيويورك في عام 2007، صادرت الشرطة الفيدرالية، بمساعدة المحقق الخاص المحلي راي داود، 200 مليون دولار من الملابس والأحذية والإكسسوارات المقلدة من واحدة من أكبر شبكات تهريب السلع المزورة على الإطلاق. شملت العلامات التجارية التي تم مصادرتها شانيل، نايكي، بربري، ورالف لورين. السلع المزورة هي "... آفة رئيسية للعلامات التجارية في مجال الموضة والفخامة"، وقد قامت العديد من الشركات باتخاذ إجراءات قانونية لمنع بيع السلع المزورة القادمة من الصين. يتم بيع العديد من هذه السلع إلى منافذ البيع بالتجزئة في بروكلين وكوينز.
لأصحاب العلامات التجارية الذين يرغبون في تحديد ومنع استيراد السلع المزورة، تدعم هيئة الجمارك وحماية الحدود التسجيل التكميلي للعلامات التجارية من خلال برنامج تسجيل حقوق الملكية الفكرية عبر الإنترنت. في عام 2017، وقع الرئيس الأمريكي دونالد ترامب أمرًا تنفيذيًا من أجل، من بين أمور أخرى، ضمان تنفيذ قوانين حماية حقوق الملكية الفكرية بسرعة وكفاءة لحماية أصحاب الحقوق من السلع المزورة المستوردة.

#### قانون وقف القرصنة على الإنترنت (SOPA)
في أكتوبر 2011، تم تقديم مشروع قانون بعنوان قانون وقف القرصنة على الإنترنت (SOPA). إذا تم تمرير هذا القانون، كان من الممكن أن يُوسع قدرة السلطات القانونية الأمريكية وأصحاب حقوق الملكية الفكرية على مكافحة الاتجار عبر الإنترنت في الممتلكات الفكرية المحمية والسلع المزيفة. كان من شأن القانون أن يسمح لوزارة العدل الأمريكية، وكذلك لأصحاب حقوق الطبع والنشر، بالسعي للحصول على أوامر قضائية ضد المواقع المتهمة بتمكين أو تسهيل انتهاك حقوق الطبع والنشر. عارض المعارضون للقانون أنه قد يؤدي إلى شل الإنترنت من خلال فرض رقابة انتقائية والحد من حرية التعبير. فيما يتعلق بالقانون، شددت إدارة أوباما على أن "المهمة المهمة لحماية الملكية الفكرية عبر الإنترنت يجب ألا تهدد إنترنت مفتوحًا ومبتكرًا."  تم لاحقًا سحب التشريع من قبل مؤلفه، النائب لامار سميث.

### الصين
في الصين، تُعتبر القرصنة متأصلة بشكل عميق لدرجة أن حملات القمع على المتاجر التي تبيع البضائع المقلدة تؤدي إلى احتجاجات شعبية يتم خلالها السخرية من السلطات ووصفها بأنها "دمى برجوازية للأجانب".
قانون التجارة الإلكترونية لعام 2018، إلى جانب قانون حماية المستهلك، يُلزم منصات التجارة الإلكترونية باتخاذ الإجراءات المناسبة إذا كانت على علم أو يجب أن تكون على علم بالسلوك الاحتيالي عبر الإنترنت من قبل التجار، بما في ذلك بيع السلع المزيفة.(ص.207) إذا تبين أن التجار باعوا سلعاً مقلدة، فإن قانون حماية المستهلك يفرض عقوبة تعويضية تعادل ثلاثة أضعاف قيمتها لصالح المستهلكين.(ص.207) إذا كانت المنصات على علم مسبق ببيع السلع المزيفة، فإن قانون التجارة الإلكترونية يجعلها مسؤولة بشكل مشترك مع التجار المتورطين في بيع هذه السلع.(ص.231) وقد دفعت هذه المخاطر المنصات إلى اتخاذ موقف أكثر صرامة تجاه منتجات شانزهاي.(ص.231)

### دول أخرى
في 1 أكتوبر 2011، وقعت حكومات ثماني دول، بما في ذلك اليابان والولايات المتحدة، على اتفاقية مكافحة التزييف التجارية (ACTA)، التي تهدف إلى حماية حقوق الملكية الفكرية، وخاصة سرقة حقوق الطبع والنشر والعلامات التجارية المكلفة. تم التوقيع بعد عام من المفاوضات الدقيقة بين 11 حكومة: أستراليا، كندا، الاتحاد الأوروبي، اليابان، جمهورية كوريا، المكسيك، المغرب، نيوزيلندا، سنغافورة، سويسرا، والولايات المتحدة. اعتبارًا من عام 2011، لم يوقع الاتحاد الأوروبي، المكسيك، سويسرا، والصين بعد على الاتفاقية. وبسبب ذلك، اعتبر النقاد الاتفاقية غير فعالة.
تقاتل دول مثل نيجيريا انتهاك العلامات التجارية الوطنية على مستوى محلي، ولكن العقوبات تعتبر ضئيلة مقارنة بالأرباح المحتملة للمزورين: "على الرغم من خطورة هذه الجريمة، التي تعتبر أسوأ من السرقة المسلحة، فإن العقوبة أشبه بصفعة على اليد، وأقلها غرامة قدرها 50,000 نيرة (307 دولارات). أي مجرم سيدفع هذه الغرامة بكل سرور ويعود للعمل في اليوم التالي."
في أوائل عام 2018، صادرت الإنتربول أطنانًا من المنتجات المزيفة بقيمة 25 مليون دولار واعتقلت مئات المشتبه بهم وحطمت شبكات الجريمة المنظمة في 36 دولة مختلفة عبر أربع قارات. داهمت الأسواق والصيدليات ومحلات التجزئة والمستودعات ونقاط التفتيش الحدودية، حيث صادرت من بين أشياء أخرى الأدوية والمواد الغذائية وأجزاء المركبات ومنتجات التبغ والملابس والمواد الكيميائية الزراعية. وتمت مصادرة أكثر من 7.2 مليون عنصر مزيف وغير قانوني بوزن يزيد عن 120 طنًا.

### قوانين حقوق الإنسان
غالبًا ما يتم إنتاج المنتجات المقلدة في انتهاك لحقوق الإنسان الأساسية وقوانين عمالة الأطفال، حيث يتم تصنيعها عادة في المصانع السرية غير القانونية. غالبًا ما يعتمد مصنّعو الملابس على المصانع السرية التي تستخدم الأطفال في ظروف يعتبرها البعض "عمالة عبيد". وفقًا لإحدى المنظمات، يوجد نحو 3,000 من هذه المصانع السرية في وحول بوينس آيرس، الأرجنتين. وصفت الصحفية دانا توماس الظروف التي شهدتها في مصانع سرية في دول أخرى، مشيرة إلى أن الأطفال العمال غالبًا ما يتم تهريبهم إلى الدول وبيعهم للعمل:
أتذكر أنني دخلت إلى مصنع تجميع في تايلاند قبل بضع سنوات ورأيت ستة أو سبعة أطفال صغار، جميعهم دون العاشرة من عمرهم، جالسين على الأرض يجمعون الحقائب الجلدية المقلدة. كان المالكون قد كسروا أرجل الأطفال وربطوا الساق السفلى بالفخذ حتى لا تلتئم العظام. [فعلوا ذلك] لأن الأطفال قالوا إنهم يريدون الخروج واللعب. . . ذهبت في مداهمة لمصنع سري في بروكلين، وكان العمال غير الشرعيين مختبئين في جحر الفئران، [وكان] من المستحيل معرفة أعمار العمال.
القاضية في المحكمة العليا الأمريكية سونيا سوتومايور، التي حاولت محاكمة المزورين، تشير إلى أن الصناعات الكبرى قد تكبدت خسارة مئات الآلاف من الوظائف بسبب استغلال عمالة الأطفال في المصانع السرية في نيويورك وآسيا. وغالبًا ما تنتج هذه المصانع سلعًا خطرة، مثل قطع غيار السيارات المقلدة أو الألعاب، المصنوعة من مواد سامة وقابلة للكسر بسهولة.
الأرباح غالبًا ما تدعم الجماعات الإرهابية، كارتيلات المخدرات، مهربي البشر وعصابات الشوارع وقد وجد مكتب التحقيقات الفيدرالي دليلًا على أن جزءًا من تمويل تفجير مركز التجارة العالمي 1993 جاء من متجر يبيع تي شيرت مقلدة. وقد تم العثور على نفس الشيء في العديد من الأنشطة الإجرامية المنظمة الأخرى. وفقًا لبروس فوكا، مدير مركز التنسيق الوطني للملكية الفكرية في وزارة الأمن الداخلي الأمريكية، فإن مبيعات المنتجات المقلدة موّلت هجوم شارلي إبدو في باريس، الذي أسفر عن مقتل 12 شخصًا وإصابة نحو عشرة آخرين. وقد تم ربط مبيعات الأقراص المدمجة المقرصنة بتمويل تفجير قطارات مدريد عام 2004، وتربط شركة التحقيقات الأموال من المنتجات المقلدة بحزب الله، القاعدة، الياكوزا اليابانية، منظمة إيتا، والمافيا الروسية.
أصبحت الحملة ضد المنتجات المقلدة مسألة تتعلق بحقوق الإنسان وأيضًا بالأمن القومي والدولي في العديد من البلدان. وقد وصف مكتب التحقيقات الفيدرالي تزوير المنتجات بأنه "جريمة القرن الواحد والعشرين".

### مواقع التسوق على الإنترنت
توفر مواقع التسوق الكبرى على الإنترنت، مثل Amazon.com، eBay.com، وAlibaba.com، صفحات شكوى حيث يمكن الإبلاغ عن قوائم المنتجات المقلدة. يجب على المراسل أن يثبت أنه يملك حقوق الملكية الفكرية (مثل العلامة التجارية أو البراءة أو حقوق الطبع والنشر) المعروضة على القوائم المقلدة. بعد ذلك، ستقوم الموقع بالتحقيق الداخلي وإذا وافقوا، سيزيلون القائمة المقلدة. ومع ذلك، يبدو أن تنفيذ مثل هذه التحقيقات، على الأقل في Amazon وeBay، محدود في الواقع.[بحاجة لمصدر]

روبوتات انستغرام تعرض منتجات لويس فيتون، وتبيع سلع فاخرة مقلدة لعلامات تجارية مختلفة

روبوتات انستغرام تعرض تقنيات الكلمات الرئيسية للبروفايل وتقنيات النشر

روبوت انستغرام يعرض بائعين أدرجوا تفاصيل الاتصال على الصور المنشورة

موقع إلكتروني روسي يعرض حقائب شانيل بأسعار رخيصة

### منصات التواصل الاجتماعي
بالإضافة إلى مواقع الأسواق الإلكترونية، أدى التحول الرقمي للسلع الفاخرة والاستهلاكية إلى توفير فرص واعدة ومخاطر خطيرة. أصدرت الحكومة البريطانية دراسة تفيد بأن 1 من كل 5 منتجات تحمل أسماء علامات تجارية للسلع الفاخرة على إنستغرام هي مقلدة، حيث أن 20% من المنشورات تعرض سلعًا مقلدة من حسابات عادة ما تكون مقرها في الصين وروسيا وماليزيا وإندونيسيا وأوكرانيا. كما تسلط الضوء على حجم وتأثير وخصائص الانتهاك، وأن تطور المزورين يستمر في النمو عبر منصات التواصل الاجتماعي. في عام 2016، خلال فترة 3 أيام، اكتشف إنستغرام 20,892 حسابًا مزيفًا يبيع سلعًا مقلدة، وكانت مسؤولة عن 14.5 مليون منشور، و146,958 صورة جديدة، واكتساب 687,817 متابعًا جديدًا، وكانت العلامات التجارية الأكثر تأثرًا هي شانيل (13.90%)، برادا (9.69%)، ولويس فيتون (8.51%)، وفقًا لدراسة من صحيفة واشنطن بوست.
لقد تحولت وسائل التواصل الاجتماعي والتطبيقات المحمولة إلى منصات مثالية للمعاملات والتجارة. يقوم المستخدمون والبائعون المقلدون بإنشاء حسابات عبر الإنترنت على إنستغرام وتويتر وفيسبوك، وينشرون المنتجات المقلدة أو غير المشروعة من خلال الإعلانات الممولة والصفقات. يمكن للمستهلك بسهولة الاتصال بالمشترين وشراء السلع المقلدة. بينما تعمل مراقبات وسائل التواصل الاجتماعي والمجموعات[بحاجة لتوضيح] على اختراق الحسابات التي تبيع السلع المقلدة، يواصل المزورون العمل على مدار 24 ساعة باستخدام أنظمة متقدمة في الخوارزميات والذكاء الاصطناعي و"البوتات" باستخدام تقنيات تشمل إنشاء الحسابات التلقائي، والتحايل على الكشف، وتجنب قوانين الضرائب والرسوم. ينصح العديد من الخبراء بأن العلامات التجارية والمنصات التقنية والحكومات والمستهلكين يحتاجون إلى استراتيجية شاملة وتعاون عبر القطاعات لمكافحة النظام متعدد الأوجه الذي يمكّن السوق الدولية للسلع المقلدة.
حتى الآن، فقط المملكة المتحدة واسكتلندا وممثلو إيري قد بادروا باستخدام إنفاذ القانون واتهامات جنائية لمكافحة التزوير والقرصنة على حسابات وسائل التواصل الاجتماعي. لا يزال هذا الموضوع بحاجة إلى جهود هائلة في تحديث سياسات إنفاذ التزوير عبر الإنترنت. فيما يلي بعض الحلول الناشئة التي اقترحتها World Trademark Review:
- مراقبة وسائل التواصل الاجتماعي والمشاركة في تبادل المعلومات المفتوحة؛ وتعزيز الوعي العام في الحملات العامة
- تدابير إنفاذ مستمرة – إجراءات ضد المواقع غير المشروعة؛ تدريب الجمارك والتعاون مع سلطات إنفاذ القانون؛ ومعالجة السلع المقلدة من المصدر
- تعزيز الخدمة البريدية – فحص بيانات متقدم للطرود والشحنات
- اعتماد مجموعة من أفضل الممارسات في معالجات الدفع
- التعاون مع جهات خارجية

## التغليف المضاد للتزييف
يمكن تصميم التعبئة للمساعدة في تقليل مخاطر سرقة الطرود أو سرقة المنتجات وإعادة بيعها: بعض أنواع التعبئة تكون أكثر مقاومة للسرقة وبعضها يحتوي على أختام تشير إلى السرقة. يمكن تقليل السلع الاستهلاكية المقلدة، والمبيعات غير المصرح بها (التنويع)، واستبدال المواد والتلاعب باستخدام هذه التقنيات المضادة للتزوير. قد تتضمن العبوات أختام التحقق وتستخدم طباعة أمنية للمساعدة في الإشارة إلى أن العبوة والمحتويات ليست مقلدة؛ هذه أيضًا يمكن أن تتعرض للتزوير. كما يمكن أن تتضمن العبوات أجهزة مضادة للسرقة، مثل الحقائب المملوءة بالأصباغ، تحديد الهوية بموجات الراديو، أو مراقبة المقالات الإلكترونية التي يمكن تفعيلها أو اكتشافها بواسطة أجهزة عند نقاط الخروج وتتطلب أدوات متخصصة لإيقاف تفعيلها. تشمل تقنيات مكافحة التزوير التي يمكن استخدامها مع التعبئة ما يلي:
- رموز الاستجابة السريعة 2D - أكواد البيانات التي يمكن تتبعها
- الحبر أو الفيلم الذي يغير لونه - علامات مرئية تتغير عند إمالتها
- تتبع الحمض النووي - جينات مدفونة في الملصقات يمكن تتبعها
- جزيئات مشفرة دقيقة - علامات غير مرئية للعين البشرية (أرقام، طبقات، وألوان) يتم وضعها بشكل عشوائي
- العلامات الجنائية
- هولوجرامات - رسومات مطبوعة على الأختام أو الرقع أو الأغطية أو الملصقات وتستخدم عند نقطة البيع للتحقق البصري
- صور الانكسار الحركي
- الطباعة الدقيقة - تتحقق من الخط الثاني وغالبًا ما تستخدم على العملات
- علامات NFC للتحقق - اتصال لاسلكي قصير المدى يخزن المعلومات بين الأجهزة
- ميزات ظاهرة وخفية
- QR Code
- أصباغ الحماية والحبر - علامات مرئية فقط تحت الضوء فوق البنفسجي وليست تحت الضوء العادي
- شريط الأمان والملصقات
- رماز قضباني
- الطباعة اللمسية - نقاط مطبوعة مباشرة على سطح المنتج، تقدم تشطيبات بارزة لتسليط الضوء على ميزات التصميم المحددة
- ختم مقاوم للتلاعب - قابل للتدمير أو يمكن التحقق منه بصريًا عند نقطة البيع
- بصمات تاجنت - مواد مجهرية مشفرة بشكل فريد يتم التحقق منها من قاعدة بيانات
- أنظمة التتبع والتعقب - تستخدم الرموز لربط المنتجات بنظام تتبع قاعدة البيانات
- مؤشرات المياه - تصبح مرئية عند ملامستها للماء

مع تزايد تطور تقنيات المزورين، هناك حاجة متزايدة للمصممين والتقنيين لتطوير حلول أكثر إبداعًا لتمييز المنتجات الأصلية عن المزيفة، من خلال دمج جوانب فريدة وأقل وضوحًا من التعريف في تصميم السلع. إحدى أكثر التقنيات إثارة للإعجاب تستغل الخصائص البصرية الأنيسوتروبية للبوليمرات المركبة. طور المهندسون علامات وأنماط متخصصة يمكن دمجها في تصميمات الأنسجة التي لا يمكن اكتشافها إلا تحت الأضواء المستقطبة. مشابهة للطرق المستخدمة في إنتاج العملة، تُستخدم الخيوط والأصباغ غير المرئية لإنشاء تصاميم فريدة ضمن أنسجة الأقمشة الفاخرة التي لا يمكن تكرارها من قبل المزورين بسبب مجموعة فريدة من الألياف، الأشرطة الأنيسوتروبينية، وأصباغ البوليمر التي تستخدمها العلامة التجارية والمصنع.

## قراءة إضافية
- Sara R. Ellis, Copyrighting Couture: An Examination of Fashion Design Protection and Why the DPPA and IDPPPA are a Step Towards the Solution to Counterfeit Chic, 78 Tenn. L. Rev. 163 (2010).
- Phillips, Tim. Knockoff: The Deadly Trade in Counterfeit Goods Kogan Page, U.K. (2006)
- Wilson, Bee. Swindled: The Dark History of Food Fraud, from Poisoned Candy to Counterfeit Coffee, Princeton University Press (2008)
- Ellis, D.I., Brewster, V.L., Dunn, W.B., Allwood, J.W., Golovanov, A. and Goodacre, R. (2012) Fingerprinting food: current technologies for the detection of food adulteration and contamination. Chemical Society Reviews, 41, 5706–5727. دُوِي:10.1039/c2cs35138b
- Ellis, D.I., Muhamadali, H., Haughey, S.A., Elliott, C.T. and Goodacre, R. (2015) Point-and-shoot: rapid quantitative detection methods for on-site food fraud analysis – moving out of the laboratory and into the food supply chain. Analytical Methods. 7, 9401–9414. دُوِي:10.1039/C5AY02048D
- Ellis، D.I.؛ Eccles، R.؛ Xu، Y.؛ Griffen، J.؛ Muhamadali، H.؛ Matousek، P.؛ Goodall، I.؛ Goodacre، R. (2017). "Through-container, extremely low concentration detection of multiple chemical markers of counterfeit alcohol using a handheld SORS device". Scientific Reports. ج. 7 ع. 1: 12082. Bibcode:2017NatSR...712082E. DOI:10.1038/s41598-017-12263-0. PMC:5608898. PMID:28935907.
- Share and share alike: the challenges from social media for intellectual property rights. UK Government: Intellectual Property Office. 2017. 99. 1–150. (ردمك 978-1-910790-30-4).
- Stroppa, A., & Stefano, D. D. (2016). Social media and luxury goods counterfeit: a growing concern for government, industry and consumers worldwide (pp. 1–50, Rep.) (B. Parrella, Ed.). Washington, D.C.: The Washington Post.